# ربطة الرأس

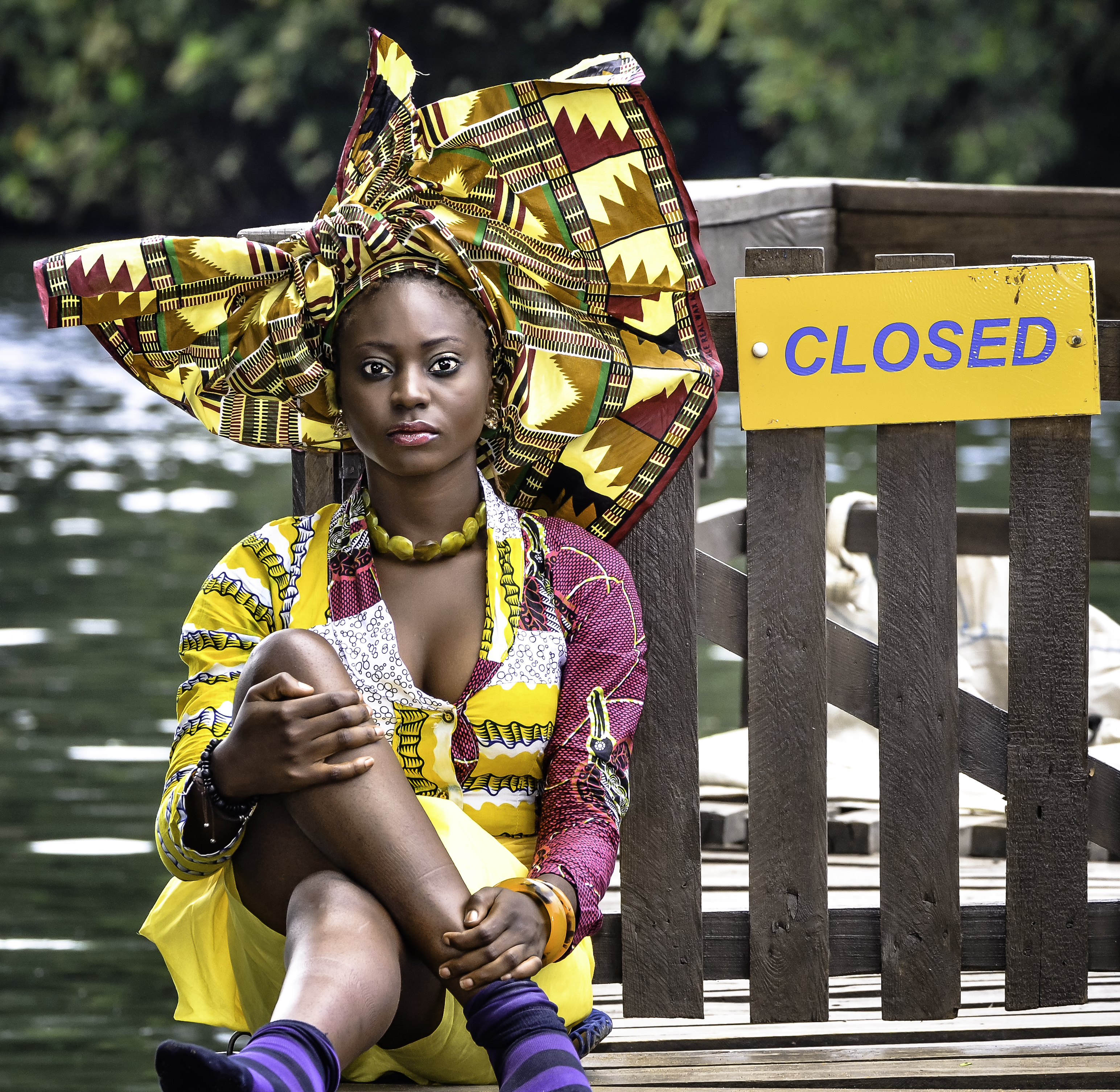
سيدة غانية مرتدية الجيلي

ربطة الرأس هي غطاء رأس من القماش للنساء يُرتدى عادةً في أجزاء كثيرة من جنوب أفريقيا وغرب أفريقيا. في جنوب أفريقيا وناميبيا، تُستخدم الكلمة الإفريقية دوك (أي "حجاب") تُستخدم في غطاء الرأس التقليدي المستخدم بين معظم النساء المسنات في المناطق الريفية. وفي أجزاء أخرى من القارة، تُستخدم مصطلحات مثل دوكو (ملاوي، غانا)، ودوكو (زمبابوي)، وتوكوي (بوتسوانا)، وغيلي (نيجيريا). يُستخدم غطاء الرأس كغطاء زخرفي للرأس أو للزينة، أو وظيفة في إعدادات مختلفة. يمكن أن تختلف استخداماته أو معانيه حسب البلد أو الدين لأولئك الذين يرتدونه.

## غرب افريقيا
في غانا، عادة ما تكون الفرصة لارتداء الدوكو في اليوم الديني يوم الجمعة أو السبت أو الأحد. هذا يعتمد على ما إذا كان مرتديها هم من المسلمين، أو السبتيين أو الأحد المسيحيين.

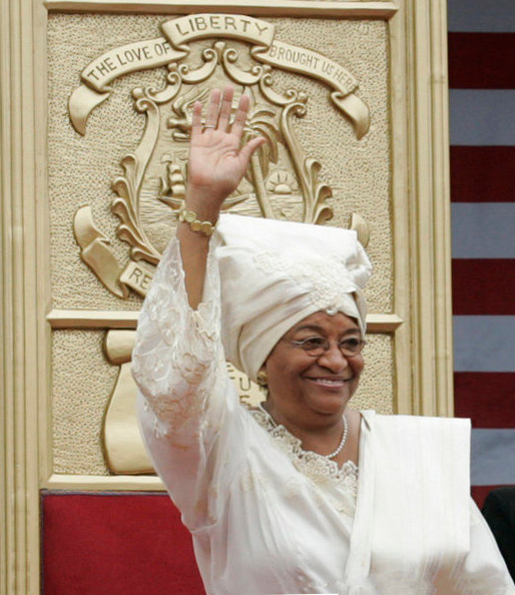
رباط رأس متقن ترتديه إلين جونسون سيرليف، رئيسة ليبيريا

في نيجيريا، تُعرف اربطة الرأس باسم «جيلي»، ويمكن أن تكون كبيرة الحجم ومتقنة. على الرغم من أنه يمكن ارتداء ربطة الرأس «الجيلي» في الأنشطة اليومية، يتم ارتداؤها في الاحتفالية المتقنة لحفلات الزفاف والمناسبات الخاصة، وأنشطة الكنيسة. عادة ما تكون مصنوعة من مادة أقوى من القماش العادي. عندما ترتديها، وخصوصًا للأحداث الأكثر تفصيلاً، تغطي الربطة عادة شعر المرأة بالكامل بالإضافة إلى أذنيها. الجزء الوحيد المعرض هو وجهها وأقراطها في الجزء السفلي من الأذن. ويرافق الجيلي الزي التقليدي المحلي الذي قد يكون أو لا يكون له نفس النمط مثل ربطة الرأس نفسها.

## جنوب أفريقيا

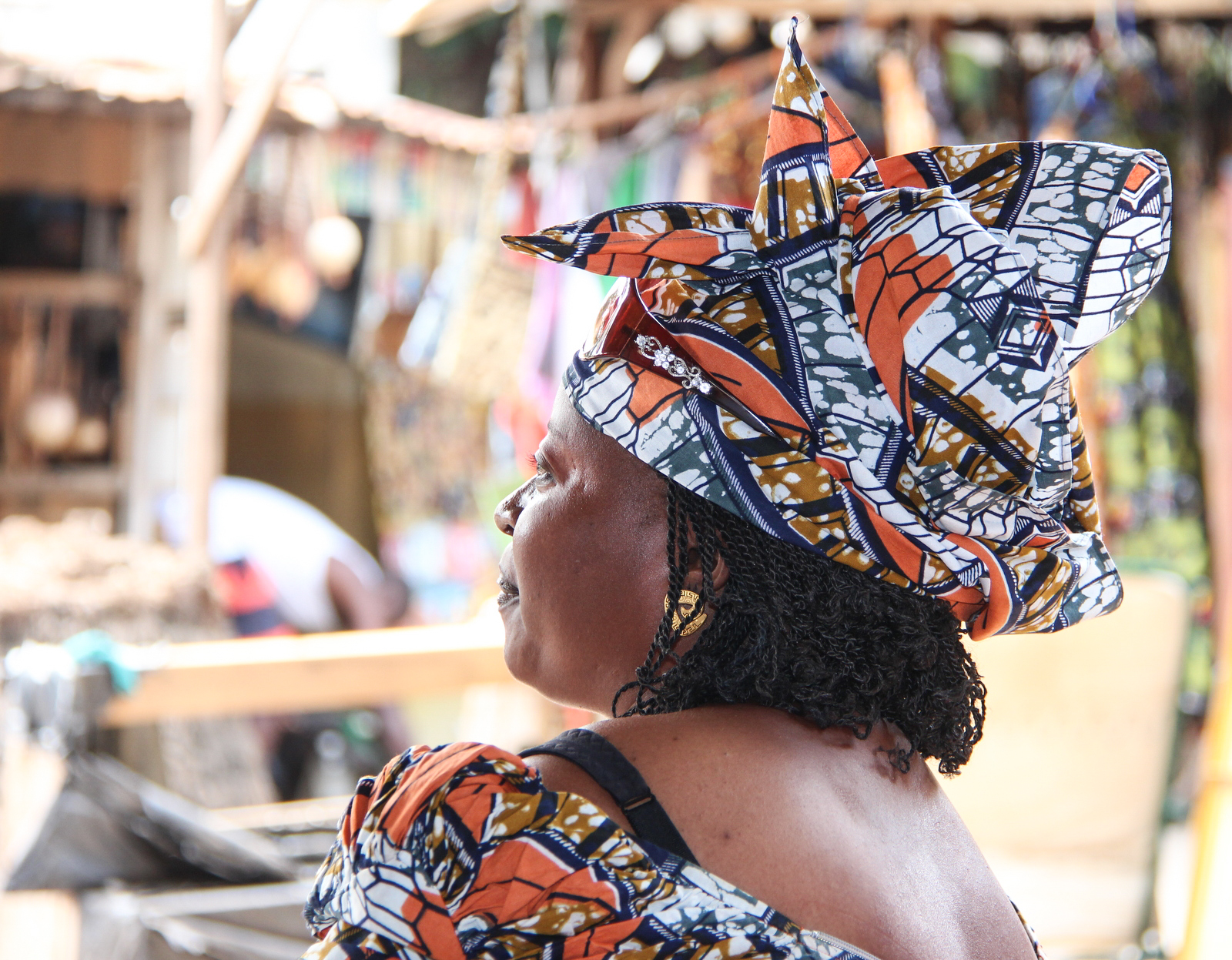
امرأة ترتدي رابطة رأس أفريقية على رأسها

عادة ما تكون ربطات الرأس صغيرة الحجم ومحافظة مقارنة بالنمط النيجيري. بالإضافة إلى ذلك، يتم ارتداؤها أثناء النوم لحماية الشعر.
في خدمات الكنيسة في جنوب أفريقيا قد ترتدي النساء «دوكوس» أبيض لتغطية رؤوسهن. في الكنائس العنصرة الدولية في جنوب أفريقيا، النساء المتزوجات يرتدين «دوكوس» أبيض. [بحاجة لمصدر]

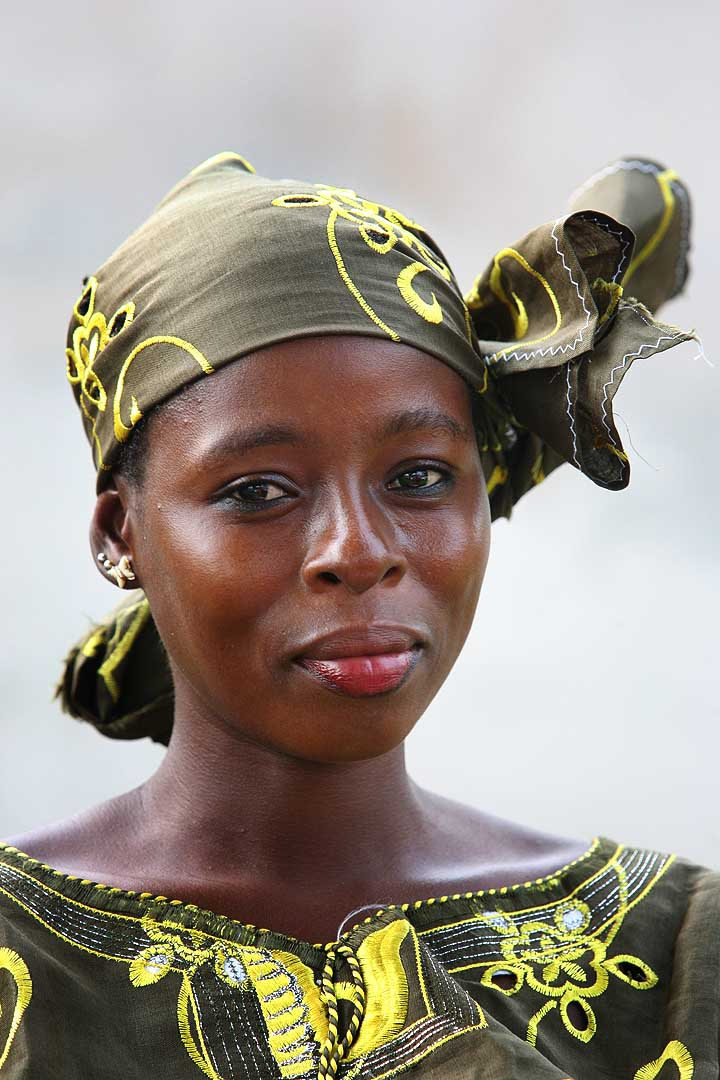
امرأة إيفورية في ربطة رأس

ترتدي نساء شانجان في زيمبابوي وجنوب أفريقيا «دوكوس» كماليات. في التجمعات الاجتماعية الأخرى في زيمبابوي، قد ترتدي النساء دوهوكو.
وفقا للبروفيسور هولونيفا موكوينا من معهد يتواترسراند للبحوث الاجتماعية والاقتصادية، تاريخيا تم فرض دوكوس أو الحجاب على النساء السود في العديد من المستعمرات عن طريق الاتفاقية أو القانون كوسيلة للسيطرة على الحسية والغريبة التي «تُحير» الرجل الأبيض. ومع ذلك، شهد عام 2016 ظهور جديد لارتداء دوكس من خلال حركة #FeesMustFall بين الطلاب في جميع أنحاء جنوب أفريقيا.

## روابط خارجية
- http://www.africastyles.com/resources/head-wrap.html
- http://www.anyiams.com/wrapping.htm نسخة محفوظة 5 أبريل 2007 على موقع واي باك مشين.
- http://www.africastyles.com/Women/career-wear/457.shtml
- http://www.africastyles.com/Women/elegant-evening-wear/465.shtml
- http://news.bbc.co.uk/2/hi/in_pictures/4717608.stm
- http://news.bbc.co.uk/2/hi/africa/4486930.stm